# 永定街道 (张家界市)
永定街道，是中华人民共和国湖南省张家界市永定区下辖的一个乡镇级行政单位。

## 行政区划
永定街道下辖以下地区：
回龙社区、北正社区、解放社区、教场社区、后溶街社区、崇实社区和紫云社区。